# Historia Marii
Historia Marii (fr. Marie Heurtin) – francuski film z 2014 roku, wyreżyserowany przez Jean-Pierre'a Améris.
Film oparty na faktach poruszający portret głuchej i niewidomej od urodzenia Marie Heurtin, żyjącej we Francji pod koniec XIX wieku. 

## Fabuła
Niewidoma i niesłysząca od urodzenia 14-letnia Marie Heurtin nie potrafi komunikować się ze światem. Jest uważana za upośledzoną. Zrozpaczony ojciec umieszcza dziewczynę w edukacyjnej placówce, gdzie zakonnice opiekują się niesłyszącymi dziewczynkami. Tak rozpoczyna się przyjaźń i wyjątkowa relacja Marie z siostrą Małgorzatą, która dostrzegła w niej potencjał możliwości i nauczyła ją komunikować się ze światem.

## Obsada
Opracowano na podstawie materiału źródłowego:
- Ariana Rivoire – Marie Heurtin
- Isabelle Carré – siostra Małgorzata
- Brigitte Catillon – matka przełożona
- Noémie Churlet – siostra Raphaëlle
- Gilles Treton – ojciec Marie Heurtin
- Laure Duthilleul – matka Marie Heurtin
- Martine Gautier – siostra  Véronique
- Patricia Legrand – siostra Joseph

## Głosy krytyków
O filmie Jean-Pierre'a Améris pisano:

Siłą rzeczy jej historia ma w sobie potężną dawkę melodramatyzmu. Jej nieumiejętne filmowe rozegranie mogłoby się fatalnie skończyć dla wymowy takiej historii. W tym filmie wszystko jest na swoim miejscu. To wyważony film z subtelnym scenariuszem i reżyserią oraz kapitalnymi głównymi rolami Isabelle Carré i niesłyszącą (sic!) debiutantką Arianę Rivoire.

„Historia Marii” jest wzruszającym filmem o nawiązywaniu więzi, budowaniu zaufania, mozolnym procesie wychodzenia z więzienia samotności i poznawaniu rzeczywistości międzyludzkiej przez osobę skazaną na brak dostępu do niej. Skojarzenie z „Zagadką Kaspara Hausera” również wydaje się nieuniknione, gdyż aspiracje twórców sięgają bardzo wysoko. To głęboka, filozoficzna przypowieść o tym, czym są zmysły, myślenie, świadomość.